# Wahlkreis Venedig (Camera dei deputati)
Der Wahlkreis Venedig ist seit 2017 ein Wahlkreis (italienisch collegio elettorale) für die Wahl der Abgeordnetenkammer.

## Von 2017 bis 2020

### Wahlkreisgebiet
Der Wahlkreis umfasste 2 Gemeinden: Spinea und Venedig.

### Wahlergebnisse

#### Parlamentswahl 2018
| Kandidaten               | Kandidaten               | Stimmen | %    | Listen                              | Stimmen | %    |
| ------------------------ | ------------------------ | ------- | ---- | ----------------------------------- | ------- | ---- |
|                          | Giorgia Andreuzzagewählt | 54.902  | 35,0 | Lega                                | 35.229  | 22,5 |
| Forza Italia             | Giorgia Andreuzzagewählt | 54.902  | 35,0 | 13.220                              | 8,4     |      |
| Fratelli d’Italia        | Giorgia Andreuzzagewählt | 54.902  | 35,0 | 5.637                               | 3,6     |      |
| Noi con l’Italia – UDC   | Giorgia Andreuzzagewählt | 54.902  | 35,0 | 816                                 | 0,5     |      |
|                          | Enrico Schenato          | 44.822  | 28,6 | Movimento 5 Stelle                  | 44.822  | 28,6 |
|                          | Nicola Pellicani         | 42.179  | 26,9 | Partito Democratico                 | 34.004  | 21,7 |
| +Europa                  | Nicola Pellicani         | 42.179  | 26,9 | 6.363                               | 4,1     |      |
| Italia Europa Insieme    | Nicola Pellicani         | 42.179  | 26,9 | 1.238                               | 0,8     |      |
| Civica Popolare          | Nicola Pellicani         | 42.179  | 26,9 | 574                                 | 0,4     |      |
|                          | Michele Mognato          | 7.938   | 5,1  | Liberi e Uguali                     | 7.938   | 5,1  |
|                          | Ilaria Boniburini        | 2.309   | 1,5  | Potere al Popolo!                   | 2.309   | 1,5  |
|                          | Carlo Nicoletti          | 1.614   | 1,0  | Il Popolo della Famiglia            | 1.614   | 1,0  |
|                          | Lea Cariolin             | 962     | 0,6  | CasaPound Italia                    | 962     | 0,6  |
|                          | Rudi Favaro              | 706     | 0,5  | Italia agli Italiani (FT – FN)      | 706     | 0,5  |
|                          | Pierangelo Del Zotto     | 418     | 0,3  | Grande Nord                         | 418     | 0,3  |
|                          | Emine Elif Akay          | 371     | 0,2  | 10 Volte Meglio                     | 371     | 0,2  |
|                          | Marianna Zennaro         | 290     | 0,2  | Partito Valore Umano                | 290     | 0,2  |
|                          | Tiziano Danieli          | 140     | 0,1  | Partito Repubblicano Italiano – ALA | 140     | 0,1  |
| Gesamt                   | Gesamt                   | 156.651 | 100  |                                     | 156.651 | 100  |
|                          |                          |         |      |                                     |         |      |
| Ungültige Stimmen        | Ungültige Stimmen        | 4.078   | 2,5  |                                     |         |      |
| Wähler                   | Wähler                   | 160.729 | 74,2 |                                     |         |      |
| Wahlberechtigte          | Wahlberechtigte          | 216.548 |      |                                     |         |      |
|                          |                          |         |      |                                     |         |      |
| Quelle: Innenministerium |                          |         |      |                                     |         |      |

## Seit 2020

### Wahlkreisgebiet
| Wahlkreise – Camera dei deputati – Venetien | Wahlkreise – Camera dei deputati – Venetien | Wahlkreise – Camera dei deputati – Venetien                                                             |
| Provinz                                     | Provinz                                     | Gemeinden nach Provinzen ⮞ Wahlkreis                                                                    |
| ------------------------------------------- | ------------------------------------------- | --- |
|                                             | Metropolitanstadt Venedig (44 Gemeinden)    | 17 ⮞ Wahlkreis Venedig 27 ⮞ Wahlkreis Chioggia                                                          |
|                                             | Provinz Belluno (61 Gemeinden)              | alle ⮞ Wahlkreis Belluno                                                                                |
|                                             | Provinz Padua (102 Gemeinden)               | 25 ⮞ Wahlkreis Padua 41 ⮞ Wahlkreis Selvazzano Dentro 36 ⮞ Wahlkreis Rovigo                             |
|                                             | Provinz Rovigo (50 Gemeinden)               | alle ⮞ Wahlkreis Rovigo                                                                                 |
|                                             | Provinz Treviso (94 Gemeinden)              | 36 ⮞ Wahlkreis Treviso 41 ⮞ Wahlkreis Castelfranco Veneto 16 ⮞ Wahlkreis Belluno 1 ⮞ Wahlkreis Chioggia |
|                                             | Provinz Verona (98 Gemeinden)               | 41 ⮞ Wahlkreis Verona 57 ⮞ Wahlkreis Villafranca di Verona                                              |
|                                             | Provinz Vicenza (114 Gemeinden)             | 51 ⮞ Wahlkreis Vicenza 63 ⮞ Wahlkreis Bassano del Grappa                                                |

Der Wahlkreis umfasst 17 Gemeinden der Metropolitanstadt Venedig (Annone Veneto, Caorle, Cavallino-Treporti, Ceggia, Cinto Caomaggiore, Concordia Sagittaria, Eraclea, Fossalta di Portogruaro, Gruaro, Jesolo, Portogruaro, Pramaggiore, San Michele al Tagliamento, Santo Stino di Livenza, Teglio Veneto, Torre di Mosto und Venezia).

### Wahlergebnisse

#### Parlamentswahl 2022
| Kandidaten                          | Kandidaten               | Stimmen | %    | Listen                                                  | Stimmen | %    |
| ----------------------------------- | ------------------------ | ------- | ---- | ------------------------------------------------------- | ------- | ---- |
|                                     | Martina Semenzatogewählt | 99.758  | 50,3 | Fratelli d’Italia                                       | 59.320  | 29,9 |
| Lega per Salvini Premier            | Martina Semenzatogewählt | 99.758  | 50,3 | 22.865                                                  | 11,5    |      |
| Forza Italia                        | Martina Semenzatogewählt | 99.758  | 50,3 | 11.568                                                  | 5,8     |      |
| Noi Moderati                        | Martina Semenzatogewählt | 99.758  | 50,3 | 6.005                                                   | 3,0     |      |
|                                     | Maria Teresa Menotto     | 55.796  | 28,1 | Partito Democratico – Italia Democratica e Progressista | 39.008  | 19,7 |
| Alleanza Verdi e Sinistra           | Maria Teresa Menotto     | 55.796  | 28,1 | 9.442                                                   | 4,8     |      |
| +Europa                             | Maria Teresa Menotto     | 55.796  | 28,1 | 6.581                                                   | 3,3     |      |
| Impegno Civico – Centro Democratico | Maria Teresa Menotto     | 55.796  | 28,1 | 765                                                     | 0,4     |      |
|                                     | Alberto Baban            | 15.580  | 7,9  | Azione – Italia Viva                                    | 15.580  | 7,9  |
|                                     | Marco Lazzarini          | 14.710  | 7,4  | Movimento 5 Stelle                                      | 14.710  | 7,4  |
|                                     | Bruno Milliaccio         | 4.479   | 2,3  | Italexit per l’Italia                                   | 4.479   | 2,3  |
|                                     | Adriano Longo            | 2.524   | 1,3  | Italia Sovrana e Popolare                               | 2.524   | 1,3  |
|                                     | Monica Coin              | 2.511   | 1,3  | Unione Popolare                                         | 2.511   | 1,3  |
|                                     | Massimo Rubi             | 2.284   | 1,2  | Vita                                                    | 2.284   | 1,2  |
|                                     | Luigi Romanato           | 690     | 0,3  | Alternativa per l’Italia (PdF – Exit)                   | 690     | 0,3  |
| Gesamt                              | Gesamt                   | 198.332 | 100  |                                                         | 198.332 | 100  |
|                                     |                          |         |      |                                                         |         |      |
| Ungültige Stimmen                   | Ungültige Stimmen        | 7.793   | 3,8  |                                                         |         |      |
| Wähler                              | Wähler                   | 206.125 | 66,5 |                                                         |         |      |
| Wahlberechtigte                     | Wahlberechtigte          | 309.981 |      |                                                         |         |      |
|                                     |                          |         |      |                                                         |         |      |
| Quelle: Innenministerium            |                          |         |      |                                                         |         |      |